# 鲍里斯·格拉德基赫
鲍里斯·米哈伊洛维奇·格拉德基赫（羅馬化：Boris Mikhaylovich Gladkikh；1983年2月16日—）是俄罗斯政治人物，第七届和第八届国家杜马的代表。
格拉德基赫于2010年开始了他的公共服务生涯，他当时被任命为第五届国家杜马议员维克托·普列斯卡切夫斯基的助理。2014年至2016年，他担任哈巴罗夫斯克边疆区立法杜马代表。2016年9月18日，他选为第七届国家杜马议员。 2021年9月，再次当选第八届国家杜马议员。

## 制裁
格拉德基赫于2022年因俄乌战争而受到英国政府制裁。